# سقوبین
سقوبین یک روستا در سوریه است که در منطقه اللاذقیه واقع شده‌است. سقوبین ۶٬۳۷۹ نفر جمعیت دارد.